# Lee Cheol-ha
Lee Cheol-ha (Korea, 12 september 1970) is een Zuid-Koreaanse film- en video-regisseur en scenarioschrijver. Cheol-la groeide op in Seoel. Hij vertrok naar Californië en studeerde aldaar aan de Academy of Art University. Met een van zijn korte films won hij de eerste prijs op het "College Television Awards Festival".
Zijn eerste vermelding op de aftiteling van een film was bij Siworae (2000).
Cheol-ha werkte onder ander samen met zangeres BoA. Tevens regisseerde hij reclamespots voor onder meer Daewoo en Gillette.

## Filmografie
- Love Me Not (2006)
- Story of Wine (2008)